# Hřib neměnný
Hřib neměnný (Boletus immutatus (Pegler et A.E. Hills) A.E. Hills et Watling 2004) neboli hřib kovář neměnný (Boletus luridiformis var. immutatus Pegler et Hills 1996) je velmi vzácná houba z čeledi hřibovitých, která patří do sekce Luridi (případně Erythropodes podle novějšího členění).

## Synonyma
- Boletus erythropus var. immutatus (Pegler et A.E. Hills) Philipp et Kärcher 2005[1]
- Boletus noncolorans Engel et Philipp 1989 nom. prov.[1]
- Boletus immutatus (Pegler et A.E. Hills) A.E. Hills et Watling 2004[1]
- Boletus luridiformis var. immutatus Pegler et Hills 1996[1]
- hřib kovář neměnný[1]
- hřib neměnný[1]

## Popis
Viditelné znaky jsou totožné s hřibem kovářem, oproti němuž se hřib neměnný liší absencí barevné reakce dužiny na řezu – nemodrá. Watling uvádí i rozdíl v reakci s Melzerovým činidlem, která je v případě klasické formy kováře nulová, zatímco neměnná forma vykazuje zbarvení do mahagonově červené.

## Rozšíření
Hřib neměnný byl nalezen v Německu, Velké Británii a Itálii. Výskyt v České republice je možný.